# Amalie Svobodová-Skokanová
Amalie Svobodová-Skokanová (24. května 1895 Třesovice –27. června 1979 Praha, pseudonym Marie Sadovská) byla česká pedagožka, katolická spisovatelka a publicistka.

## Životopis
Amalie Skokanová se narodila v Třesovicích u Hradce Králové, jejími rodiči byli Jan Skokan, poštovní asistent v Praze a Marie Skokanová-Pišlová z Třesovic. Manželem Amalie byl František Svoboda. Měli spolu čtyři děti: Františka Svobodu (1924–1941), Jana Svobodu (1926–1980), Marii Kaplanovou-Svobodovou a Václava Svobodu (1930–1934).
Amalie Svobodová-Skokanová promovala na Filozofické fakultě Masarykovy univerzity roku 1930 (hlavní rigorózní zkouška: všeobecné a české dějiny, vedlejší rigorózní zkouška: filozofie). Byla odborná učitelka, učila mj. v Uherském Brodě, katolická publicistka, psala literární práce z oboru historie, sociologie a filozofie. Přispívala do různých časopisů. V Třebíči bydlela na adrese Střelkova 160.

## Dílo

### Spisy
- Styky Komenského s Třebíčí a Třebíčany [rukopis, disertační práce I] – Brno: Masarykova univerzita, 1927
- Český Velký pátek – České Budějovice: nákladem Českého tiskového spolku, 1928
- Trosečnice – České Budějovice: nákladem Českého tiskového spolku, 1928
- Vítězná moc katolictví – České Budějovice: nákladem Českého tiskového spolku, 1928
- K výšinám pravdy – Brno: Selské hlasy, 1929
- Svatý Václav a český národ – Třebíč: nákladem edice Mír v národě, 1929
- Jakub Petrozelín a Třebíč [rukopis, disertační práce II] – Brno: Masarykova univerzita, 1929
- Církev a výchova – Moravská Ostrava: nákladem vlastním, 1930
- Jesuité a český národ – Třebíč: Mír v národě, 1931
- Katolický názor světový a naše doba. 1. díl – Hradec Králové: tiskové družstvo, 1931
- V říši rudého antikrista – Moravská Ostrava: nákladem vlastním, 1932
- Nepřítel Kristův a naše doba – Hradec Králové: tiskové družstvo Adalbertinum, 1932
- Církev a socialismus – s F. Triglavským. Hradec Králové: tiskové družstvo Adalbertinum, 1933
- Čím se odvděčíme ...? – Hlučín: Exerciční dům, 1935; 1939
- Nezapomínejme na školskou otázku! – České Budějovice: Český tiskový spolek, 1935
- Zkrachovali ti, kdo soudili Řím; [konec protikatolické filosofie] – České Budějovice: Český tiskový spolek, 1935
- Žena musí kráčeti ve šlépějích Neposkvrněné – České Budějovice: Český tiskový spolek, 1935
- Barok v našich zemích: Katolická kultura u nás v 17. a 18. století – Hlučin: Exerciční dům, 1936
- Bílá Hora – Hlučín: Exerciční dům, 1936
- Bojujme za křesťanský ráz školy! – České Budějovice: Český tiskový spolek, 1936
- Manželství – místo svaté – České Budějovice: Český tiskový spolek, 1936
- Z doby temna – Hlučín: Exerciční dům, 1936
- Bděte a modlete se! – České Budějovice: Český tiskový spolek, 1937
- Církev nepřítelkyní vědy a pokroku? – Hlučín: Exerciční dům, 1937; 1938
- Eucharistie vítězí a zvítězí – Hradec Králové: tiskové družstvo, 1937
- Husité – Hlučín: Exerciční dům, 1937; 1938
- Közelebb Krisztushoz!: hitbuzguloni elmélkedések. sz. 1, Mivel mutassuk ki hálánkat – felelös szerkesztö János Miekisch. Hlucsin: Typia, 1937
- Nový hospodářský řád – Hlučín: Exerciční dům, 1937; 1938
- Pod ochranu tvou se utíkáme! – Hlučín: Exerciční dům, 1937; 1940
- Žižka – Hlučín: Exerciční dům, 1937; 1938
- Omyly Palackého v učebnicích našich škol – Hlučín: Exerciční dům, 1937
- Karel IV. – Hlučín: Exerciční dům, 1938
- Království Kristovo v naší době – Hradec Králové: tiskové družstvo, 1938
- Nejslavnější doba českých dějin – Hlučín: Exerciční dům, 1937
- Vzdělanost ve středověku – Hlučín: Exerciční dům, 1938
- Výchova mládeže v době dospívání – Brno: Matice Cyrilo-Metodějská, 1938
- Bohuslav Balbín, veliký obránce práv českých v 17. století – Frýdek: Exerciční dům, 1939
- Návrat – Frýdek: Exerciční dům, 1939
- Stát pro blaho lidu – Frýdek: Exerciční dům, 1939
- Věk sociální spravedlnosti a lásky – Frýdek: Exerciční dům, 1939
- Význam Balbínova díla – Jiří Sahula, Jan Dostálek, Milena Chaloupková, Marie Sadovská [Charitou k mravní a sociální záchraně]. Hradec Králové: tiskové družstvo, 1939
- Pastýřský list o Katolické akci – Mořic Pícha, Marie Sadovská [Matka Boží hovoří k lidstvu a českému národu]. Hradec Králové: tiskové družstvo, 1940
- Kristus dělník – Frýdek: Exerciční dům, 1940
- Nejvzácnější poklad – Frýdek: Exerciční dům, 1940
- Cesty k záchraně středních stavů: (živnostníků, zemědělců atd.) – Uherský Brod: Filip Adámek
- Jak se dostati z hospodářské bídy dneška – Uherský Brod: Filip Adámek
- Otázka výchovy – Opava: nákladem vlastním; Třebíč: Amalie Svobodová

### Próza
- Za světlem: román – Třebíč: nákladem týdeníku "Stráž", 1927
- Zápasy a vítězství [povídky] – Moravská Ostrava: nákladem vlastním, 1928
- Světla v temnotách: román z doby pobělohorské – Hradec Králové: Adalbertinum, 1931
- Dělníci u Matky Boží – původní román. Uherský Brod: František Svoboda, 1936
- Tvůrčí dílo: ďáblův dům a jiné povídky – Třebíč: nákladem edice Mír v národě; Opava: s. n., 1936
- Povídky o nejvyšším Králi: podíl pro údy "Dědictví maličkých" na r. 1938 – Hradec Králové: Dědictví maličkých, 1938
- Když maminka vypravuje – Pustina Karel [Koho Bůh miluje], Marie Sadovská [Pouť za sluncem]. České Budějovice: Edice Petrinum, 1946

### Jiné
- Svatí Strážní andělové [hudebnina]: pro zpěv s průvodem varhan – Emil Hába
- Mezi liliemi: dětské divadelní výstupy: Kutná Hora: Katolické jeviště, 1940
- Blahoslavená Anežka česká: oratorium o 4 částech s prologem a epilogem – Praha: Josef V. Křikava, 1941
- Velehradským věrozvěstům [hudebnina]: malá kantáta pro smíšený sbor s průvodem varhan – Emil Hába; slova Amalie Svobodová